# Lista Araba Unita
La Lista Araba Unita (in arabo القائمة العربية الموحدة‎?, al-Qāʾima al-ʿarabiyya al-muwaḥḥada; in ebraico הַרְשִׁימָה הַעֲרָבִית הַמְאוּחֶדֶת‎?), conosciuta anche con l'acronimo ebraico Ra'am (in ebraico רע"מ‎?), è un partito politico israeliano.

## Storia
Il partito, slegato dall'omonima lista attiva alla fine degli anni '70, nasce nel 1996 dalla scissione del Movimento Islamico in Movimento Islamico Meridionale e Movimento Islamico Settentrionale, dovuta alla divisione sull'opportunità di partecipare alle elezioni della Knesset. Da allora ognuno dei due rami ha proseguito sulla propria strada: quello settentrionale, guidato da Raed Salah, è diventato sempre più radicale ed è stato dichiarato fuorilegge nel 2015, mentre quello meridionale si è progressivamente moderato e si è sempre presentato alle elezioni con il nome di Lista Araba Unita (Ra'am).
Tra il 1996 e il 2013 Ra'am partecipa alle elezioni in una lista congiunta con il Partito Democratico Arabo (Mada), a cui si aggiunge, dal 2006, Ta'al, partito guidato da Ahmad Tibi.
Il 12 gennaio 2009, la lista Ra'am–Ta'al viene esclusa dalle elezioni di febbraio dal Comitato elettorale centrale, con 21 voti favorevoli e 8 contrari. In seguito al ricorso presentato dalla lista, il 21 gennaio la Corte suprema ribalta la decisione del Comitato elettorale.
Dal 2010 i due leader di Ra'am, Hamad Abu Debas e Mansour Abbas, guidano un processo di cambiamento e riforma all'interno del Movimento Islamico Meridionale, con l'obiettivo di migliorare la cooperazione con la popolazione ebraica e di aumentare l'inclusione delle donne nel partito.
Nel 2015, in seguito all'innalzamento della soglia di sbarramento per accedere alla Knesset al 3.25%, la Lista Araba Unita dà vita insieme ad Hadash, Balad e Ta'al alla Lista Comune.
I rapporti con gli altri partiti membri della Lista Comune cominciano a incrinarsi nella seconda metà del 2020, a causa di divisioni sui diritti LGBT e sul progressivo avvicinamento di Mansour Abbas, leader di Ra'am, al Primo ministro Benjamin Netanyahu. Il 28 gennaio 2021, in vista delle elezioni di marzo, Ra'am abbandona l'alleanza.
Nelle elezioni del marzo 2021 la Lista Araba Unita ottiene 4 seggi, togliendo ad Hadash il ruolo di più grande partito arabo nella Knesset. Nel giugno 2021 diventa il primo partito arabo indipendente a prendere parte ad un governo israeliano, il Governo Bennett-Lapid.

## Risultati elettorali
| Elezioni       | Voti                | %                   | Seggi   | +/-     |
| -------------- | ------------------- | ------------------- | ------- | ------- |
| 1996           | In Mada-Ra'am       | In Mada-Ra'am       | 2 / 120 | -       |
| 1999           | 114.810             | 3.47                | 5 / 120 | 3       |
| 2003           | 65.551              | 2.08                | 2 / 120 | 3       |
| 2006           | In Ra'am-Ta'al      | In Ra'am-Ta'al      | 3 / 120 | 1       |
| 2009           | In Ra'am-Ta'al      | In Ra'am-Ta'al      | 3 / 120 | Stabile |
| 2013           | In Ra'am-Ta'al-Mada | In Ra'am-Ta'al-Mada | 3 / 120 | Stabile |
| 2015           | Nella Lista Comune  | Nella Lista Comune  | 3 / 120 | Stabile |
| Aprile 2019    | In Ra'am-Balad      | In Ra'am-Balad      | 2 / 120 | 1       |
| Settembre 2019 | Nella Lista Comune  | Nella Lista Comune  | 3 / 120 | 1       |
| 2020           | Nella Lista Comune  | Nella Lista Comune  | 4 / 120 | 1       |
| 2021           | 167.064             | 3.79                | 4 / 120 | Stabile |
| 2022           | 193.916             | 4.07                | 5 / 120 | 1       |